# Liste der Vertriebenendenkmale in Hamburg

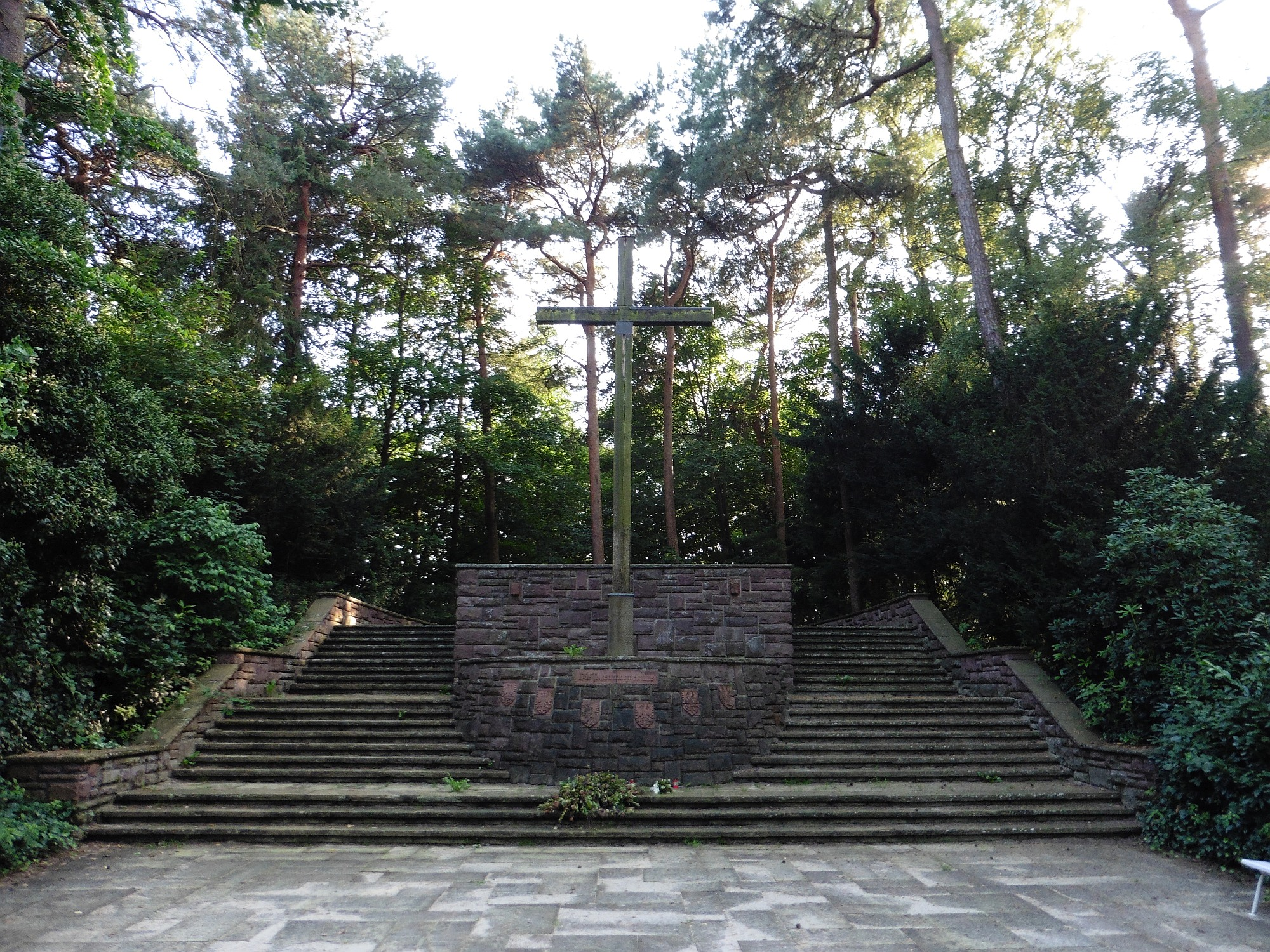
Alter Friedhof Bergedorf – Gedenkstätte mit Hochkreuz und Stein

Diese Liste der Vertriebenendenkmale in Hamburg verzeichnet die Vertriebenendenkmale in Hamburg.

## Liste
- Hamburg-Altona, ursprünglich Außenwand der Christophoruskirche (bis 2007), heute auf dem Friedhof Diebsteich – Messingfigur einer trauernden Frau mit Widmung[A 1][A 2]
- Hamburg-Bergedorf, Alter Friedhof – Gedenkstätte mit Hochkreuz und Stein: DIE TOTEN MAHNEN UNS.

Wappen und Benennungen von Ostpreußen, Westpreußen, Pommern, Schlesien, Oberschlesien, Sudetenland.

## Quelle
- Mahn- und Gedenkstätten, Hamburg (BdV) (Memento vom 8. August 2016 im Internet Archive) (teilweise überaltert)